# Creeper (cuc informàtic)
Creeper (enfiladissa) va ser un programa informàtic experimental autoreplicant escrit per Bob Thomas en 1971. No estava dissenyat per a causar mal sinó per a comprovar si es podia crear un programa que es mogués entre ordinadors. És comunament acceptat com el primer virus informàtic malgrat no existir el concepte de virus en 1971. Creeper infectava ordenadors DEC PDP-10 que utilitzaven el sistema operatiu TENEX.

## Descripció
Creeper s'estenia mitjançant ARPANET i es copiava a si mateix al sistema objectiu, on mostrava el missatge "I'm the creeper, catch me if you can" ("Sóc la enfiladissa, atrapa'm si pots!"). Creeper començava a imprimir un arxiu, però es detenia, buscava un altre sistema TENEX i si trobava un altre TENEX en xarxa es copiava a aquest (incloent el seu estat, etc.), i llavors s'executava en el nou ordinador, mostrant de nou el missatge.
El programa rarament es replicava de debò, sinó que únicament 'saltava' d'un ordinador a un altre, eliminant-se de l'ordinador anterior, per això Creeper mai s'instal·lava en un solo ordenador, sinó que es movia entre els diferents ordinadors d'una mateixa xarxa.

## Eliminació
En ser Creeper el primer virus es va haver de crear un antivirus específic, denominat Reaper (podadora).